# Notarkammer Sachsen-Anhalt
Die Notarkammer Sachsen-Anhalt ist eine Körperschaft in Sachsen-Anhalt, in der die Notare  organisiert sind und/oder die ihre Interessen vertritt. Die Berufskammer hat ihren Sitz in Magdeburg und derzeit 80 Mitglieder (Stand: 2011).
Aufsichtsbehörde ist die Landesjustizverwaltung (Justizministerium Sachsen-Anhalt).